# I.V.C.
I.V.C., Intro Vagina Clavus, IVC – polski zespół muzyczny pochodzący z Kuźni Raciborskiej założony w 1994 r. Muzyka tworzona przez grupę zaliczana jest do punk rocka, a oprócz tego gatunku muzycznego w stylistyce kapeli można także dostrzec elementy takich nurtów muzycznych jak street punk / oi!, hard rock, rock and roll, a nawet heavy metal. Do końca 2024 r. kapela miała na swoim koncie cztery albumy muzyczne wydane z takimi wytwórniami jak Psy Wojny Records, Olifant Records i Foorora Records oraz piąty album cyfrowy.

## Historia
Zespół I.V.C. (Intro Vagina Clavus) został założony w Polsce, w 1994 r., a miało to miejsce w Kuźni Raciborskiej. Grupa prowadziła swoje próby w tamtejszym domu kultury. Swój debiut koncertowy kapela przeżyła w dniu 10.12.1994 r., w swoim rodzinnym mieście, w Robotniczym Centrum Kultury, w ramach odbywającego się tam koncertu pod szyldem „Frog'n'Roll”. Jako ciekawostkę dotyczącą tego wydarzenia niektóre publikacje podają, ze muzycy zamiast wynagrodzenia pieniężnego zażądali skrzynki z piwem, którą otrzymali od organizatora.
Już w następnym roku, po roku założenia kapeli, ukazuje się pierwszy, debiutancki album muzyczny zespołu, wydany na kasecie magnetofonowej, przez wytwórnię muzyczną Psy Wojny Records. Materiał do albumu kapela nagrała dzięki namowom Bogdana Szewczyka (muzyka znanego z takich zespołów jak Ramzes & The Hooligans i Polska. Nagrania zrealizowano w studiu nagraniowym „Fors” z Czeskiego Cieszyna. Po zrealizowaniu tego nagrania do trzyosobowego dotąd zespołu dołącza Mariusz "Czarny" Włodarczyk, który opuszcza formację w 1998 r.. W międzyczasie zespół zagrał kilkanaście koncertów w miastach południowej Polski. Uczestniczył także w cyklicznym wydarzeniu "Czad u Poldka" organizowanym w rodzinnym mieście zespołu. Po odejściu Czarnego kapela znów funkcjonuje jako trio jeszcze do stycznia 1999 r., kiedy to gra ostatni koncert, po czym jej działalność zostaje zawieszona.
Reaktywacja zespołu już w nowym składzie (ze starego składu zespołu z lat wcześniejszych w formacji działają Adam "Błazen" Kamiński i Wojciech "Vdova" Malecha) ma miejsce w 2002 r.. Następne publikacje zespołu ukazują się już na płytach kompaktowych, kolejno w 2006 r., w 2008 r. (reedycja pierwszego albumu z dodatkowymi nagraniami bonusowymi, koncertowymi), w 2009 r., wszystkie wydane przez Olifant Records, oraz następnie w 2011 r., ale wówczas wydawcą był Foorora Records i w 2015 r. album cyfrowy.
Kapela była zapraszana i występowała na kilku koncertach jubileuszowych organizowanych z okazji okrągłych rocznic istnienia różnych, innych zespołów punk rockowych. Przykładową tego typu imprezą było między innymi takie wydarzenie jak XXX-lecie zespołu Psy Wojny. Koncert z tej okazji zorganizowany został w dniu 19.12.2015 r., w Żorach, na których I.V.C. wystąpił razem jubilatem oraz z takimi wykonawcami jak KSU, Bulbulators, The Bastard, Defekt Muzgó, The Thinners, Sedes, Farben Lehre, Garbate Aniołki. Wcześniejszym wydarzeniem o podobnym charakterze, ale odnoszącym się do XX-lecia zespołu I.V.C., był jubileusz formacji obchodzony w ramach edycji 8 festiwalu „Czad u Poldka”, w rodzinnym mieście kapeli, bar "U Poldka", w dniu 17.05.2014 r. Obok jubilata wystąpili także The Messis, Tester Gier i S.K.T.C.. Każdy z wymienionych zespołów miał za zadanie przygotować cover wybranego przez siebie utworu muzycznego I.V.C., w autorskiej aranżacji, który podczas swojego występu wykonał obok kompozycji własnych .
Inne, wybrane, przykładowe koncerty i festiwale muzyczne, na których wystąpił zespół I.V.C. oraz inne formacje muzyczne, z którymi kapela miała okazję występować:
- 1996-06-25: Kuźnia Raciborska, bar "U Poldka", festiwal „Czad u Poldka”[3][11][15][16] (późniejszy "Czad on the Water")[15][16]
- 2008-10-13: Nowe koło Świecia, pub „Azyl”, koncert w ramach trasy „Muzyka ulicy, muzyka dla mas”, odsłona 13, pozostali wykonawcy – Lumpex 75, Po prostu[7]
- 2009-03-14: Zabrze, CK Wiatrak, pozostali wykonawcy – Bad Co. Project, Skunx, The Junkers[17]
- 2009-04-25: Kuźnia Raciborska, klub Nowa, koncert promujący wydaną wówczas płytę pod tytułem „29"03'”[2][4], jako support wystąpił zespół One Bad Day z Rybnika[4]
- 2009-06-19: Wodzisław Śląski, Wodzisławskie Centrum Kultury, pozostali wykonawcy – Zbeer[18]
- 2009-12-06: Racibórz, pub Atmosfear, "METAL-PUNK Santa Claus'09", pozostali wykonawcy – Czołg[19][20]
- 2011-05-12: Bielsko-Biała, Rude Boy Club, impreza z cyklu „Czad Party”[21][22]
- 2012-02-17: Racibórz, pub Atmosfear[3][23], jako support wystąpił zespół Bez uziemienia[23]
- 2012-05-19: Kuźnia Raciborska, pozostali wykonawcy – Drenkrom, Whizper, Załoga Andrzeja[12]
- 2015-05-23: Kuźnia Raciborska, bar "U Poldka", festiwal „Czad u Poldka” – edycja 9, pozostali wykonawcy – ON2B, Turbojanusz, The Grill[12][24]
- 2017-06-17: Kuźnia Raciborska, bar "U Poldka", festiwal „Czad u Poldka”, pozostali wykonawcy – The Kishones, Kapepe, On Your Own[12].

Oprócz wyżej wymienionych przy konkretnych wydarzeniach pozostałych wykonawców, warto także nadmienić, że zespół I.V.C. miał okazję występować również z innymi muzykami, takimi jak między innymi Farben Lehre, Psy Wojny czy Magnus.

## Nazwa
Nazwa własna zespołu, stosowana zarówno na jego wydawnictwach jak i w opracowaniach czy publikacjach, to „I.V.C.” Jest to skrót od pełnej nazwy, która brzmi „Intro Vagina Clavus”, co w przekładzie z języka angielskiego na język polski. podanym w jednym z opracowań, tłumaczone jest jako I w pizdę gwóźdź. Oprócz wymienionych tu zwrotów identyfikujących kapelę, w niektórych opracowaniach czy publikacjach, można także spotkać inny zapis nazwy zespołu, co w przypadku przynajmniej części z nich wynika z ograniczeń technicznych lub systematyki przyjętej w danym miejscu, albo z innych nieznanych przyczyn. Mianowicie stosuje się także formę uproszczoną, ograniczoną po prostu do trzech liter zwartych w nazwie własnej, bez znaków kropki, czyli „IVC”.

## Skład i powiązania

### Członkowie zespołu
Członkowie zespołu z różnych okresów czasu:
- Adam Kamiński – Błazen: gitarzysta (gitara), wokal[3][27][28]
- Baki: gitarzysta (gitara)[2][29]
- Bogdan Wilda – Wili: perkusista (perkusja), wokal w tle[3][27][28]
- Gregor: perkusista (perkusja)[2][3][29]
- Krzysztof Wilda: gitarzysta (gitara)[6]
- Mariusz Włodarczyk – Czarny: gitarzysta (gitara)[3][30]
- Romasz: wokal[2][29]
- Sunaj: gitarzysta (gitara)[2][3][29]
- Wojciech Malecha – Vdova: basista (gitara basowa), wokal w tle[2][3][27][28][29].

### Składy
Składy w określonych momentach czasu:
- skład w 1995 r.[a]: Adam "Błazen" Kamiński, Bogdan "Wili" Wilda, Wojciech "Vdova" Malecha[3][7][6][28] (lata 1994-1995 oraz w krótkim okresie części 1998 i 1999 r.[3]), w okresie lat 1994-1995 momentami także Krzysztof Wilda[6]
- skład w 1996 r.[b]: Adam "Błazen" Kamiński, Bogdan "Wili" Wilda, Mariusz "Czarny" Włodarczyk, Wojciech "Vdova" Malecha[3][7][6][30] (do 1998 r.[3])
- skład w 2002 r.[c]: Adam "Błazen" Kamiński, Wojciech "Vdova" Malecha, Baki, Gregor, Sunaj[3][7][31]
- skład w 2006 r.[d]: Wojciech "Vdova" Malecha, Baki, Gregor, Sunaj[32]
- skład w 2009 r.[e]: Wojciech "Vdova" Malecha, Baki, Gregor, Romasz, Sunaj[2][4][6][29][33][34].

### Powiązania
Z zespołem gościnnie współtworzyli niekiedy także inni artyści. Przykładowo można wymienić takich muzyków jak: Arek "Dziadek" Żórawowicz – wokal w tle, Tomasz "Falon" Jaworski – wokal (znany z zespołu Psy Wojny), w utworze „Ratiborka Hammer”. Utwór ten został nagrany i zamieszczony na albumie pod tytułem „2-ga Płyta” wydanym w 2006 r.. W tym samym albumie, w utworze „Jabole”, można też usłyszeć w tle Para Wino (ówcześnie z Sedesu) i Bandit (z Magnus).

## Twórczość
Formacja tworzy i prezentuje kompozycje, które pod względem muzycznym zaliczane są do gatunku muzycznego jakim jest rock, a w szczególności do nurtu punk rock i z tą właśnie sceną zespół jest kojarzony. Ponadto w kompozycjach muzycznych można także znaleźć wyraźne elementy innych nurtów rockowych, takich jak rock and roll, hard rock, heavy metal, czy street punk / oi!. A sam zespół przypisuje oprócz powyższych do swojej twórczości muzycznej także takie określenia jak „street hardrock” i „czadowy rock'n'roll”.

## Autorstwo i covery
Większość wykonywanych i prezentowanych przez kapelę utworów muzycznych jest jej własnego autorstwa. W repertuarze grupy są jednak także utwory innych autorów, w tym covery będące własną aranżacją utworów innych wykonawców muzycznych. Można tu wymienić takich autorów tekstów piosenek lub kompozycji muzycznych, takich jak Włodzimierz Skalski (tekst do utworu „Stary Bryg”, pierwotnie wykonywanego przez zespół Czerwone Gitary, utwór „Bryg”), utwór tradycyjny, szanta („Kliper”), muzyka zespołu Blind System („Whisky”), Rafał Wojaczek (tekst do utworu „Słowa do piosenki na ostatni dzień roku”). Pośród coverów wykonywanych przez tę formację nie można pominąć utworów zamieszczonych na składankach – tribute albumach – takich jak „Wielkanoc” zespołu Ramzes & The Hooligans oraz „Fanatycy” zespołu Rezystencja.

## Dyskografia

### Dyskografia zespołu
Albumy muzyczne:
- „Intro Vagina Clavus” („Intro Väginä, Clävüs”), dwa wydania[60]:
  - 1995 r.[f], wydawca – Psy Wojny Records (identyfikator – PWR 018), nośnik danych – jedna kaseta magnetofonowa[61][62]
  - 2008 r., reedycja, wydawca – Olifant Records (identyfikator – Olifant Records 038, ALT 1508), nośnik danych – jedna płyta kompaktowa[10][11]
- „2-ga Płyta”: 2006 r., wydawca – Olifant Records (identyfikator – Olifant Records 021, ALT 1280), nośnik danych – jedna płyta kompaktowa[25][63]
- „29"03'”: 2009 r.[64][65] (premiera – 29.03.2009 r.[6]), wydawca – Olifant Records (identyfikator – Olifant Records 047, ALT 1609), nośnik danych – jedna płyta kompaktowa[26][64][65][66]
- „Same Brzydkie Ballady”: 2011 r. (premiera – 12.05.2011 r.), wydawca – Foorora Records (identyfikator – 001), nośnik danych – jedna płyta kompaktowa[67]
- „Boordello”: 2015 r. (premiera – 21.08.2015 r.), EP, album cyfrowy – streaming i pliki do pobrania w formacie MP3, FLAC[5].

### Składanki
Składanki, kompilacje:
- „Oi! Oi! Atak Vol. 2”: brak daty wydania, wydawca – Carry On Oi (identyfikator – C.O.C. 012), nośnik danych – jedna kaseta magnetofonowa, utwory – „Intro” pod pozycją A4, „Nie wiedziałeś” pod pozycją B3 oraz „Bryk” pod pozycją B5[69]
- „Świeża krew, vol. 1”: 2006 r., wydawca – Olifant Records (identyfikator – Olifant Records 019, ALT 1279), nośnik danych – jedna płyta kompaktowa, utwory – „Rokenrol” pod pozycją 26 i „Ratiborka Hammer” pod pozycją 27[70][71][72]
- „Tribute to Ramzes & The Hooligans”: 2008 r., wydawca – Olifant Records (identyfikator – Olifant Records 031, ALT 1459), nośnik danych – jedna płyta kompaktowa, utwór – „Wielkanoc” pod pozycją 16[54][55][56]
- „Tribute to Rezystencja”: 2008 r., wydawca – Olifant Records (identyfikator – Olifant Records 032, ALT 1458), nośnik danych – jedna płyta kompaktowa, utwór – „Fanatycy” pod pozycją 7[57][58][59]
- „Polska gol vol. 2”: 2012 r., wydawca – Olifant Records (identyfikator – Olifant Records 065, ALT 2077), nośnik danych – jedna płyta kompaktowa, utwór – „Stadionowy” pod pozycją 8[73][74][75][76].

## Opinie i oceny
Zarówno sami muzycy, jak i różne komentarze do twórczości zespołu, określają, iż nie jest to muzyka dla każdego. Zwraca się także uwagę na teksty piosenek, które są kontrowersyjne, ostre, wulgarne, określane w uproszczeniu, obrazowo, jako brzydkie. Mimo takiej twórczości zespół przyciągnął wokół siebie pewną grupę fanów, choć jest to jednak ograniczona społeczność odbiorców charakterystycznego brzmienia muzyki i ostrego przekazu płynącego z utworów. Szczególnie sporą publiczność potrafią przyciągnąć występy zespołu w jego rodzinnym mieście. A sam zespół podczas takich koncertów potrafi rozgrzać publiczność i rozkręcić koncertową zabawę.
Już pierwszy album zespołu z 1995 r. zatytułowany „Intro Vagina Clavus” wzbudził wiele kontrowersji w społeczności muzycznej, do czego niewątpliwie przyczyniła się recenzja tej kasety, która ukazała się w marcu 1996 r. w magazynie muzycznym „Brum”. Jak podaje autor tej recenzji, jego żona po zapoznaniu się z zawartości albumu stwierdziła, że zamiast wypowiedzi powinien zostać zamieszczone zdjęcie „pawia”, w znaczeniu wymiocin, a sam autor uzupełniłby to o dodatek w postaci odchodów ludzkich (mocz, kał).
Twórczość I.V.C., a także sam zespół, porównywane bywają do zespołu Motörhead. Takie odniesienie stosuje wydawca trzech albumów kapeli – Olifant Records i inni. W jednym z czeskich, muzycznych sklepów internetowych (Hardset Shop) grupa I.V.C. została określona jako polski Motörhead.